# Maria Anna d'Asburgo-Lorena (principessa-badessa 1770)
Maria Anna Ferdinanda Leopoldina Carlotta Giuseppa Giovanna d'Asburgo-Lorena, arciduchessa d'Austria (Villa di Poggio Imperiale, 21 aprile 1770 – Neudorf, 1º ottobre 1809), era figlia del granduca di Toscana Pietro Leopoldo (futuro imperatore Leopoldo II) e di Maria Luisa di Borbone-Spagna.

## Biografia

La famiglia del granduca Pietro Leopoldo. Dipinto di Johan Joseph Zoffany, 1776.

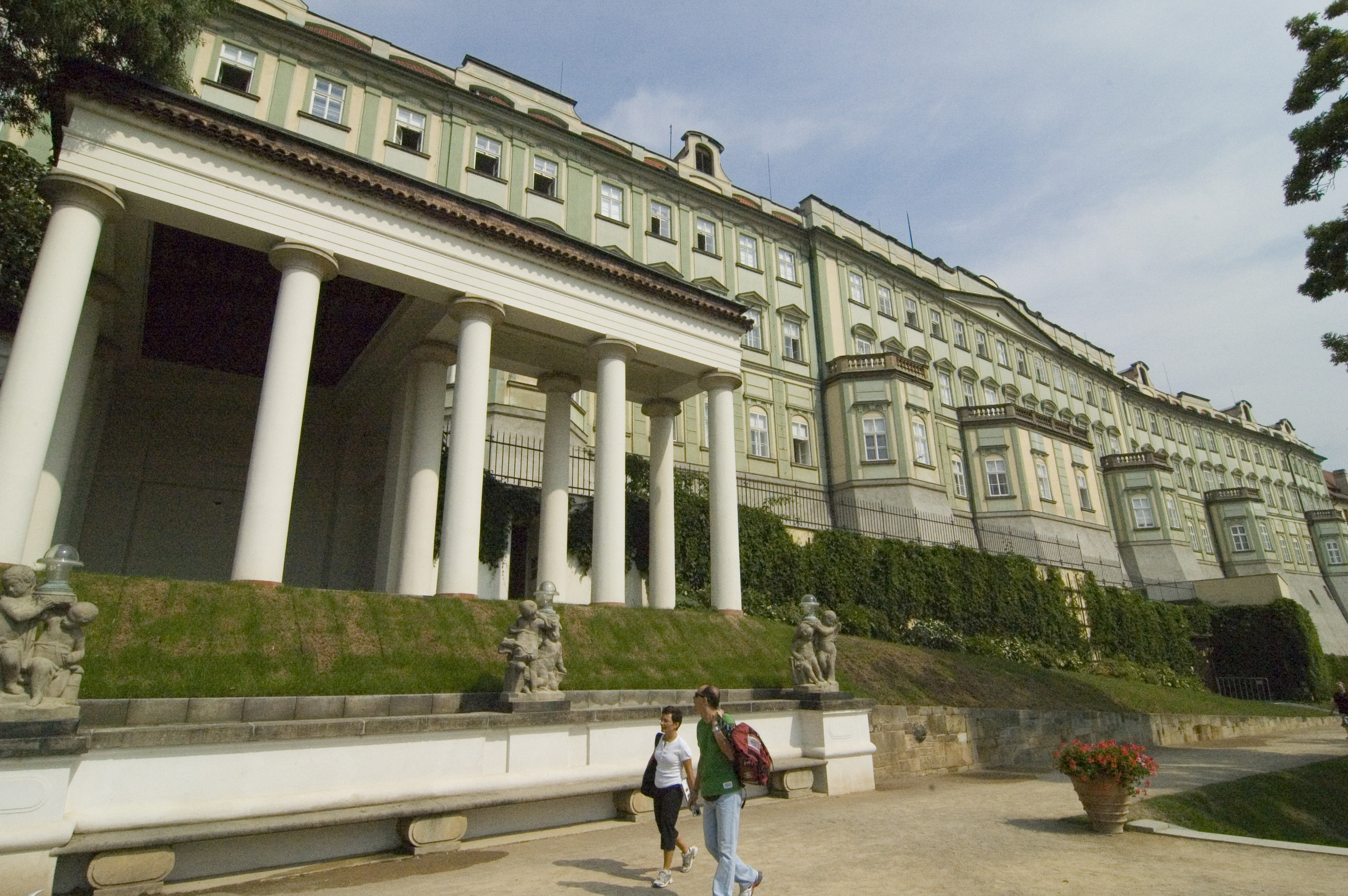
L'Istituto delle nobili dame (Palazzo Rosenberg al Castello di Praga).

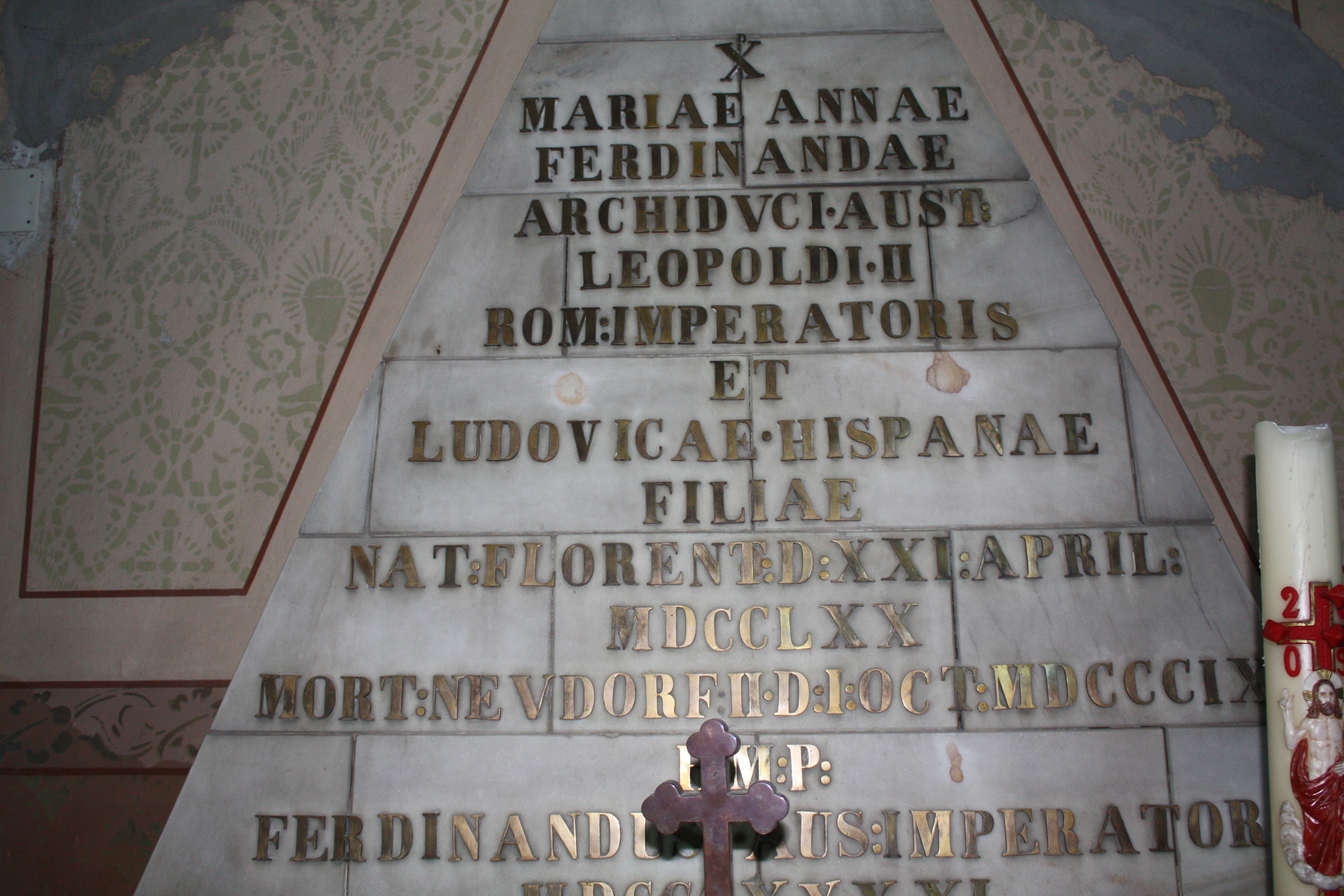
Placca funeraria di Maria Anna.

### Infanzia
Maria Anna nacque nella Villa del Poggio Imperiale a Firenze, la capitale della Toscana, dove suo padre regnò come granduca di Toscana dal 1765 al 1790. Maria Anna era la quarta figlia di sedici. Suo padre era figlio dell'imperatrice Maria Teresa d'Austria e di Francesco I di Lorena, mentre sua madre era figlia di Carlo III di Spagna e di Maria Amalia di Sassonia. Maria Anna ebbe un'infanzia felice circondata dai suoi molti fratelli, ricevendo un'educazione piuttosto diversa da quella che si era solita dare ai bambini reali dell'epoca. Furono in realtà cresciuti dai loro genitori piuttosto che da un seguito di domestici, ed erano in gran parte tenuti lontani da ogni cerimoniale della vita di corte, venendo insegnato loro a vivere in modo semplice, genuino e modesto.

### Principessa-badessa
Dal 1791 fu principessa-badessa del capitolo delle nobili dame di Praga fino al suo ritiro nel 1800. La principessa-badessa era la persona di più alto grado dopo il cancelliere nel Regno di Boemia (al di fuori dalla Casa Imperiale). Ella ebbe così il diritto di incoronare le regine boeme (esercitando un diritto proprio delle badesse del monastero di San Giorgio).
Il 6 settembre 1791 l'arciduchessa Maria Anna, dopo essere stata consacrata da quattro giorni patrona dell'ordine, guidò i vescovi cechi nella cattedrale di San Vito a Praga, per incoronare sua madre Maria Luisa regina di Boemia.

### Morte
Nel 1809 durante un viaggio in Transilvania, si fermò a Neudorf, Arad, dove fu colpita dalla polmonite. Morì il 1 ° ottobre 1809, all'età di 39 anni. Non fu possibile trasportarla a Vienna occupata da Napoleone Bonaparte e fu sepolta nella cripta della chiesa cattolica romana a Neudorf. Nel 1841, l'imperatore Ferdinando I d'Austria in onore dell'arciduchessa commissionò la placca funeraria costruita in marmo di Carrara.

## Ascendenza
|                                  |                     |                                               | Genitori                                     |  |  | Nonni |  |  | Bisnonni           |  |  | Trisnonni         |  |
|                                  |                     |                                               |                                              |  |  |       |  |  | Leopoldo di Lorena |  |  | Carlo V di Lorena |  |
|                                  |                     |                                               |                                              |  |  |       |  |  | Leopoldo di Lorena |  |  | Carlo V di Lorena |  |
|                                  |                     | Eleonora Maria Giuseppina d'Austria           |                                              |  |  |       |  |  | Leopoldo di Lorena |  |  |                   |  |
| Francesco I di Lorena            |                     |                                               |                                              |  |  |       |  |  | Leopoldo di Lorena |  |  |                   |  |
|                                  |                     | Elisabetta Carlotta di Borbone-Orléans        | Filippo I di Borbone-Orléans                 |  |  |       |  |  |                    |  |  |                   |  |
|                                  |                     | Elisabetta Carlotta di Borbone-Orléans        | Filippo I di Borbone-Orléans                 |  |  |       |  |  |                    |  |  |                   |  |
|                                  |                     | Elisabetta Carlotta di Borbone-Orléans        | Elisabetta Carlotta del Palatinato           |  |  |       |  |  |                    |  |  |                   |  |
| Leopoldo II d'Asburgo-Lorena     |                     | Elisabetta Carlotta di Borbone-Orléans        |                                              |  |  |       |  |  |                    |  |  |                   |  |
|                                  |                     | Carlo VI d'Asburgo                            | Leopoldo I d'Asburgo                         |  |  |       |  |  |                    |  |  |                   |  |
|                                  |                     | Carlo VI d'Asburgo                            | Leopoldo I d'Asburgo                         |  |  |       |  |  |                    |  |  |                   |  |
|                                  |                     | Carlo VI d'Asburgo                            | Eleonora del Palatinato-Neuburg              |  |  |       |  |  |                    |  |  |                   |  |
| Maria Teresa d'Austria           |                     | Carlo VI d'Asburgo                            |                                              |  |  |       |  |  |                    |  |  |                   |  |
|                                  |                     | Elisabetta Cristina di Brunswick-Wolfenbüttel | Luigi Rodolfo di Brunswick-Lüneburg          |  |  |       |  |  |                    |  |  |                   |  |
|                                  |                     | Elisabetta Cristina di Brunswick-Wolfenbüttel | Luigi Rodolfo di Brunswick-Lüneburg          |  |  |       |  |  |                    |  |  |                   |  |
|                                  |                     | Elisabetta Cristina di Brunswick-Wolfenbüttel | Cristina Luisa di Oettingen-Oettingen        |  |  |       |  |  |                    |  |  |                   |  |
| Maria Anna d'Asburgo-Lorena      |                     | Elisabetta Cristina di Brunswick-Wolfenbüttel |                                              |  |  |       |  |  |                    |  |  |                   |  |
|                                  | Filippo V di Spagna | Luigi, il Gran Delfino                        |                                              |  |  |       |  |  |                    |  |  |                   |  |
|                                  | Filippo V di Spagna | Luigi, il Gran Delfino                        |                                              |  |  |       |  |  |                    |  |  |                   |  |
|                                  | Filippo V di Spagna | Maria Anna di Baviera                         |                                              |  |  |       |  |  |                    |  |  |                   |  |
| Carlo III di Spagna              | Filippo V di Spagna |                                               |                                              |  |  |       |  |  |                    |  |  |                   |  |
|                                  |                     | Elisabetta Farnese                            | Odoardo II Farnese                           |  |  |       |  |  |                    |  |  |                   |  |
|                                  |                     | Elisabetta Farnese                            | Odoardo II Farnese                           |  |  |       |  |  |                    |  |  |                   |  |
|                                  |                     | Elisabetta Farnese                            | Dorotea Sofia di Neuburg                     |  |  |       |  |  |                    |  |  |                   |  |
| Maria Ludovica di Borbone-Spagna |                     | Elisabetta Farnese                            |                                              |  |  |       |  |  |                    |  |  |                   |  |
|                                  |                     | Augusto III di Polonia                        | Augusto II di Polonia                        |  |  |       |  |  |                    |  |  |                   |  |
|                                  |                     | Augusto III di Polonia                        | Augusto II di Polonia                        |  |  |       |  |  |                    |  |  |                   |  |
|                                  |                     | Augusto III di Polonia                        | Cristiana Eberardina di Brandeburgo-Bayreuth |  |  |       |  |  |                    |  |  |                   |  |
| Maria Amalia di Sassonia         |                     | Augusto III di Polonia                        |                                              |  |  |       |  |  |                    |  |  |                   |  |
|                                  |                     | Maria Giuseppa d'Austria                      | Giuseppe I d'Asburgo                         |  |  |       |  |  |                    |  |  |                   |  |
|                                  |                     | Maria Giuseppa d'Austria                      | Giuseppe I d'Asburgo                         |  |  |       |  |  |                    |  |  |                   |  |
|                                  |                     | Maria Giuseppa d'Austria                      | Guglielmina Amalia di Brunswick-Lüneburg     |  |  |       |  |  |                    |  |  |                   |  |
|                                  |                     | Maria Giuseppa d'Austria                      |                                              |  |  |       |  |  |                    |  |  |                   |  |

## Titoli, trattamento, onorificenze e stemma

### Titoli e trattamento
- 22 aprile 1770 - 20 febbraio 1790: Sua Altezza Reale l'Arciduchessa Maria Anna d'Austria, principessa di Toscana
- 20 febbraio 1790 - 11 agosto 1804: Sua Altezza Reale l'Arciduchessa Maria Anna d'Austria, principessa reale d'Ungheria e Boemia
- 11 agosto 1804 - 1º ottobre 1809: Sua Altezza Imperiale e Reale l'Arciduchessa Maria Anna d'Austria, principessa reale d'Ungheria e Boemia